# The Musketeer
The Musketeer ist ein Abenteuerfilm im Stil eines Mantel-und-Degen-Films. Er entstand im Jahr 2001 in Koproduktion zwischen Großbritannien, Frankreich, Deutschland und Luxemburg. Regie führte Peter Hyams und das Drehbuch schrieb Gene Quintano, basierend auf dem Roman Die drei Musketiere von Alexandre Dumas.

## Handlung
Frankreich im 17. Jahrhundert. Das Volk leidet unter der allgemeinen Armut sowie dem schwachen König. Der kleine D’Artagnan aus der Gascogne muss hilflos mit ansehen, wie der ruchlose Febre seine Familie umbringt – kann ihm jedoch eine schwere Schnittwunde an einem Auge zufügen, wodurch Febre zum Rückzug gezwungen wird. Planchet, bester Freund seines Vaters, nimmt D’Artagnan fortan bei sich auf und bildet ihn über die Jahre zum Soldaten aus.
Vierzehn Jahre später begeben sich beide nach Paris, wo D’Artagnan wie einst sein Vater den berühmt – berüchtigten königlichen Musketieren beitreten will. Doch die Leibgarde des Königs ist abgesetzt worden und fristet ein trostloses Dasein im Untergrund und in Spelunken, während ihr Führer Treville eingekerkert im Gefängnis sitzt.
Inzwischen hat der machthungrige Kardinal Richelieu die Kontrolle an sich gerissen und mit seinen eigenen Soldaten unter Führung von Handlanger Rochefort Schlüsselpositionen im Reich besetzt. Und auch Febre gehört zu seinen Schergen.
Im Laufe der Handlung kann D’Artagnan Treville mit Hilfe der treuen Musketiere Athos, Porthos und Aramis befreien, die Leibgarde vereinen sowie die Gunst der Königin und ihrer Hofdame Francesca gewinnen.
Währenddessen meutert Febre gegen Richelieu und verfolgt seine eigenen Pläne, um die Königin für ein Komplott zu missbrauchen. In einer schwer befestigten Burg hält er sie und Francesca gefangen, in welche sich D’Artagnan inzwischen verliebt hat. Richelieu bittet D’Artagnan um Hilfe. D’Artagnan wendet sich an die Musketiere, die jedoch zuerst nichts von ihm hören wollen, weil er sie ohne Erklärung zurückließ als er die Königin und Francesca auf einer geheimen Mission begleitete.
D’Artagnan fährt alleine zur Burg; nach und nach erscheinen dort seine Kollegen, die ihm folgten. Sie und Planchet erstürmen die Burg. Febre schießt auf Francesca und wird daraufhin in einem Degenduell von D’Artagnan getötet.
Der König zeichnet die Musketiere aus. Am Ende fahren D’Artagnan und Francesca gemeinsam in eine ungewisse Zukunft.

## Vergleich Buch – Film
- Die Geschichte um D’Artagnan und die drei Musketiere gehört zu den meistgelesenen Büchern auf der Welt. Der Stoff wurde über die Jahre hinweg ebenfalls unzählige Male verfilmt, u. a. mit Douglas Fairbanks senior, Gene Kelly, Michael York, Richard Chamberlain, Kiefer Sutherland, Charlie Sheen und Chris O’Donnell. Regisseur Peter Hyams hat bei seiner Adaption versucht, der Geschichte neue Impulse abzugewinnen und dabei bestimmte Stellen des berühmten Romans verändert.
- Wichtigste Änderung ist die Einführung des von Tim Roth verkörperten Hauptbösewichtes Febre. Die Figur kommt im Buch nicht explizit vor. Allenfalls der geheimnisvolle Graf von Rochefort aus Dumas’ Roman könnte als sein Vorbild gedient haben.
- Aus D’Artagnans Geliebter Constance, die im Roman ein tragisches Ende fand, wurde Francesca gemacht, die das Abenteuer zudem überlebt.
- Die tragende Rolle der Mylady de Winter wurde komplett weggelassen, die alteingesessenen Musketiere Athos, Porthos und Aramis verkommen zu Statisten.

## Kritiken
Das Lexikon des internationalen Films schrieb, der Film sei eine „lustlos inszenierte Geschichte“, die „einige furiose Kampfszenen“ aufweise, jedoch „nur wenige gute Darstellerleistungen“.

## Wissenswertes
- Gedreht wurde The Musketeer in einer Produktionszeit von 13 Wochen an Originalschauplätzen und in Studios in Frankreich und Luxemburg. Dem gingen sechs Monate Vorbereitungszeit in den Vereinigten Staaten sowie vier Monate an den europäischen Drehorten voraus.
- Als Stuntkoordinator wurde Xin Xin Xiong engagiert, der auch bei Once Upon a Time in China (Wong Fei Hung) Stunts ausführte und koordinierte. Wahrscheinlich stammt daher die Idee zu einem Gefecht in einem Lagerhaus, bei dem die Kombattanten von Leiter zu Leiter springen.
- Das Markenzeichen von Regisseur Peter Hyams ist der Name Spota, welchen er in jedem seiner Werke in irgendeiner Form unterbringt. Bei The Musketeer taucht dieser Name ebenfalls auf, Oscar O. Sanchez spielt einen gewissen Marquis de Spota.
- Der aus RTL Samstag Nacht bekannte deutsche Schauspieler und Comedian Stefan Jürgens hat im Film eine winzige Rolle als Raufbold Darcy in einer Taverne.
- Das Bundesland Nordrhein-Westfalen beteiligte sich mittels finanzieller Unterstützung an den Produktionskosten des Filmes.